# Liste der Baudenkmale in Zinnowitz
In der Liste der Baudenkmale in Zinnowitz sind alle denkmalgeschützten Bauten der Gemeinde Zinnowitz (Mecklenburg-Vorpommern) und ihrer Ortsteile aufgelistet. Grundlage ist die Veröffentlichung der Denkmalliste des Landkreises Ostvorpommern mit dem Stand vom 30. Dezember 1996.

## Baudenkmale nach Ortsteilen

### Zinnowitz
| ID | Lage                         | Bezeichnung                                      | Beschreibung | Bild                                        |
| -- | ---------------------------- | ------------------------------------------------ | --- | ------------------------------------------- |
|    | Alte Strandstraße 47 (Karte) | ehem. Schule                                     | | ehem. Schule                                |
|    | Alte Strandstraße 53 (Karte) | Wohnhaus                                         | | Wohnhaus                                    |
|    | Am Bahnhof (Karte)           | Bahnhofsgebäude                                  | | Weitere Bilder                              |
|    | Dannweg 19 (Karte)           | Kulturhaus                                       | Zwei- und dreigeschossige geputzten Bauten von 1953 bis 1957 im Stil des sozialistischem Klassizismus. | Weitere Bilder                              |
|    | Dünenstraße 01 (Karte)       | Pension (Zur Düne)                               | |                                             |
|    | Dünenstraße 03 (Karte)       | Pension (Seestern)                               | | Pension (Seestern)                          |
|    | Dünenstraße 06 (Karte)       | ehem. Pensionshaus                               | | ehem. Pensionshaus                          |
|    | Dünenstraße 7/8 (Karte)      | Schwabe's Hotel                                  | | Weitere Bilder                              |
|    | Dünenstraße 09 (Karte)       | ehem. Pensionshaus (Quisisana)                   | | ehem. Pensionshaus (Quisisana)              |
|    | Dünenstraße 14 (Karte)       | Hotel                                            | | Hotel                                       |
|    | Dünenstraße 15 (Karte)       | ehem. Pensionshaus (Seeschlößchen)               | erbaut 1897 | Weitere Bilder                              |
|    | Dünenstraße 20 (Karte)       | Hotel                                            | |                                             |
|    | Dünenstraße 21 (Karte)       | ehem. Pensionshaus                               | | ehem. Pensionshaus                          |
|    | Dünenstraße 22 (Karte)       | Pension (Am Meer)                                | | Weitere Bilder                              |
|    | Dünenstraße 25 (Karte)       | ehem. Pensionshaus                               | | ehem. Pensionshaus                          |
|    | Dünenstraße 26 (Karte)       | ehem. Pensionshaus                               | | ehem. Pensionshaus                          |
|    | Dünenstraße 27 (Karte)       | ehem. Pensionshaus mit Zaun (Wald und Meer)      | | ehem. Pensionshaus mit Zaun (Wald und Meer) |
|    | Dünenstraße 37 (Karte)       | Mehrzweckgebäude der DGzRS                       | | Weitere Bilder                              |
|    | Frankstraße 01 (Karte)       | Villa                                            | |                                             |
|    | Glienbergweg 07 (Karte)      | Kinderheim                                       | |                                             |
|    | Glienbergweg 08 (Karte)      | Villa                                            | |                                             |
|    | Hohe Straße 01 (Karte)       | Erich-Steinfurth-Heim mit Nebengebäuden und Park | 3-geschossiger Putzbau mit Mansarddach, Eingangsrisalit und Wandelgang von 1875; Pensionat und Hotel Belvedere, ab 1927 Eisenbahner-Waisenhort, ab 1949 Erich-Steinfurth - Heim, 1967–1991 Kindersanatorium, aktuell Leerstand. | Weitere Bilder                              |
|    | Kirchstraße 09 (Karte)       | Wohnhaus                                         | | Wohnhaus                                    |
|    | Kirchstraße 16 (Karte)       | Villa                                            | | Villa                                       |
|    | Kirchstraße 19 (Karte)       | ehem. Pensionshaus                               | | ehem. Pensionshaus                          |
|    | Kirchstraße (Karte)          | Kirche                                           | Die aus Backstein im neugotischen Stil errichtete Kirche wurde am 16. Juli 1895 eingeweiht. Den Kirchturm schmückt eine spitze Haube mit Wetterhahn.                                                                            | Weitere Bilder                              |
|    | Neue Strandstraße 13 (Karte) | Wohn- und Geschäftshaus                          | | Wohn- und Geschäftshaus                     |
|    | Neue Strandstraße 22 (Karte) | Postamt                                          | |                                             |
|    | Neue Strandstraße 23 (Karte) | Wohnhaus mit Garten                              | |                                             |
|    | Neue Strandstraße 29 (Karte) | ehem. Pensionshaus                               | | ehem. Pensionshaus                          |
|    | Neue Strandstraße 30 (Karte) | ehem. Warmbad                                    | | Weitere Bilder                              |
|    | Neue Strandstraße 31 (Karte) | Volksbank                                        | | Volksbank                                   |
|    | Neue Strandstraße 32 (Karte) | Wohn- und Geschäftshaus                          | |                                             |
|    | Neue Strandstraße 33 (Karte) | ehem. Pension (San Remo) mit Zaun                | | ehem. Pension (San Remo) mit Zaun           |
|    | Neue Strandstraße 34 (Karte) | Wohnhaus                                         | | Weitere Bilder                              |
|    | Neue Strandstraße 35 (Karte) | Wohnhaus                                         | |                                             |
|    | Neue Strandstraße (Karte)    | Kriegerdenkmal                                   | | Weitere Bilder                              |
|    | Neuendorfer Weg (Karte)      | Friedhofskapelle                                 | |                                             |
|    | Oiestraße 01 (Karte)         | Wohnhaus                                         | |                                             |
|    | Oiestraße 02 (Karte)         | ehem. Pensionshaus                               | | ehem. Pensionshaus                          |
|    | Oiestraße 03 (Karte)         | Villa                                            | |                                             |
|    | Oiestraße 04 (Karte)         | Fassade                                          | |                                             |
|    | Oiestraße 05 (Karte)         | Wohnhaus (Immanuel)                              | |                                             |
|    | Potenbergstraße 01 (Karte)   | Treppenanlage                                    | |                                             |
|    | Potenbergstraße 07 (Karte)   | ehem. Pensionshaus                               | |                                             |
|    | Potenbergstraße 11 (Karte)   | Pension Weiss                                    | |                                             |
|    | Potenbergstraße 15 (Karte)   | ehem. Pensionshaus                               | | ehem. Pensionshaus                          |
|    | Potenbergstraße 18 (Karte)   | Wohnhaus                                         | |                                             |
|    | Potenbergstraße 19 (Karte)   | Wohnhaus                                         | |                                             |
|    | Potenbergstraße 20 (Karte)   | Wohnhaus                                         | |                                             |
|    | Potenbergstraße 21 (Karte)   | Wohnhaus                                         | |                                             |
|    | Potenbergstraße 28 (Karte)   | Wohn- und Geschäftshaus (Apotheke)               | |                                             |
|    | Strandpromenade 01 (Karte)   | Hotel (Vineta)                                   | |                                             |
|    | Strandpromenade (Karte)      | Orchesterpavillon                                | | Orchesterpavillon                           |
|    | Strandpromenade              | Toilettenhäuschen                                | |                                             |
|    | Waldstraße 01/01a (Karte)    | ehem. Pensionshaus                               | |                                             |
|    | Waldstraße 02 (Karte)        | Gaststätte (Vaterland)                           | |                                             |
|    | Waldstraße 04 (Karte)        | Wohnhaus                                         | |                                             |
|    | Waldstraße 06a (Karte)       | Ladenpavillon                                    | |                                             |
|    | Waldstraße 08 (Karte)        | ehem. Pensionshaus                               | |                                             |
|    | Waldstraße 12 (Karte)        | Haustür                                          | |                                             |
|    | Waldstraße 14 (Karte)        | Wohnhaus mit Remise                              | |                                             |
|    | Waldstraße 15 (Karte)        | ehem. Villa                                      | |                                             |
|    | Waldstraße 16 (Karte)        | ehem. Pensionshaus                               | |                                             |
|    | Waldstraße 19 (Karte)        | ehem. Pensionshaus                               | |                                             |
|    | Waldstraße 21 (Karte)        | ehem. Pensionshaus                               | |                                             |
|    | Waldstraße 23 (Karte)        | ehem. Jugendherberge, Haus Herta Lindner         | |                                             |
|    | Waldstraße 24 (Karte)        | Ladenpavillon                                    | | Ladenpavillon                               |
|    | Waldstraße 26 (Karte)        | Schweizerhaus (Waldesruh)                        | |                                             |
|    | Waldstraße 30 (Karte)        | ehem. Pensionshaus                               | | ehem. Pensionshaus                          |